# Tomomi Yamashita
Tomomi Yamashita (山下友美, Yamashita Tomomi), née un 25 ou 27 janvier, est une mangaka japonaise.
En France, elle est principalement connue pour être l'auteur de Apothecarius Argentum.